# Dana Air
Dana Air – lokalna nigeryjska linia lotnicza z siedzibą w Ikeja. Głównym węzłem jest port lotniczy Lagos. Linia obsługuje połączenie krajowe między Lagos i Abudża oraz do Port Harcourt, Enugu i Owerri. W 2024 r. linia posiadała samoloty z serii Boeing 737 i McDonnell Douglas MD-80 w wieku ok. 27-33 lat.
3 czerwca 2012 z niewyjaśnionych przyczyn rozbił się MD-83 (5N-RAM) lot 992 z Abudża do Lagos ze 153 osobami na pokładzie. Samolot wleciał w budynek na przedmieściach Lagos, zabijając wszystkich na pokładzie i 10 osób na ziemi, przed katastrofą MD-83 zgłosił problemy z silnikiem. Po wypadku linii zawieszono pozwolenie na działalność, licencję przywrócono we wrześniu 2012 roku.
Od 2021 r. posiada codeshare z nigeryjską linią Ibom Air. W wyniku audytu w lipcu 2022 r. nigeryjskie władze zawiesiły zarówno licencję, jak i certyfikat linii lotniczej po tym, jak uznano, że nie jest w stanie utrzymać działalności. Linia wznowiła działalność w listopadzie 2022 r.

## Samoloty
Stan na luty 2024 roku.